# اولد آلرسفورد
اولد آلرسفورد (به انگلیسی: Old Alresford) یک روستا و محله مدنی در بریتانیا است که در وینچستر واقع شده‌است. اولد آلرسفورد ۵۹۹ نفر جمعیت دارد.